# Nidstang
En nidstang er en stang af hassel med et afhugget hestehoved, rejst som (trolddoms)middel til at skade, bringe ulykker over den person, mod hvem hovedets opspærrede gab var vendt.

## Nidstænger i oldtiden
Nidstænger findes omtalt blandt andet i de islandske sagaer, hvor en stormand i 900-tallet, Egil Skallagrimsson, levede i fjendskab med den norske konge Erik Blodøkse og dennes dronning Gunhild; og som en hævnakt mod kongen plyndrede dennes gård på øen Herdla ved Bergen. Derefter gik Egil Skallagrimsson op på øen, tog en hasselstang, gik op på en skråning vendt mod land, satte et hestehoved på enden af stangen, læste over den og udtalte: "Her sætter jeg op nidstang og vender forbandelsen mod kong Erik og dronning Gunhild." Derpå stødte han stangen i jorden og ristede runer på denne for at oplyse, hvilken forbandelse, der var nedlagt i den.
Også Saxo omtaler i sine sagnkongeberetninger nidstangen, således i beretningen om Greb, Frode Fredegods fostbroder.
Olav Tryggvason skal have Håkon jarls og trællen Karks hoveder sætte på nidstænger på retterstedet Munkholmen udenfor Trondheim i år 995.

## Nidstænger i nyere tid
I 2006 satte lokalpolitikeren Øystein Meier Johannessen i Hemnes i Nordland flere stænger med fårehoveder op uden for kommunestyrets mødelokale som en protest mod det, han kaldte styrets manglende demokratiforståelse, og mod, at lokalavisen Rana Blad efter hans mening ikke opfyldte sin samfundsrolle. 
Moderne udøvere af norrøn religion benytter "virtuelle nidstænger" for at kaste ulykke over modstandere på Internet, først og fremmest rettet mod racisters og nynazisters misbrug af norrøn mytologi og symbolik. 